# Горст, Август Георгиевич
Август Георгиевич Горст (16 июля 1889, Умёт, Саратовская губерния — 21 сентября 1981, Москва) — советский химик, специалист в области взрывчатых веществ, заслуженный деятель науки и техники РСФСР.

## Биография
Потомок поволжских немецких колонистов, Август Георгиевич Горст родился 16 июля 1889 в селе Умёт (Розенберг) (ныне — в Камышинском районе Волгоградской области).
Окончил Камышинское реальное училище (1908), три курса Харьковского технологического института (1909-12), Саратовскую школу прапорщиков (1913).
Во время Первой мировой войны служил прапорщиком, затем подпоручиком 34-го пехотного Севского полка. Награждён орденами Св. Станислава 3-й ст. с мечами и Св. Анны 3-й ст. с бантом и мечами.
Весной 1916 года по заданию командования работал в Петрограде на противогазном заводе, сконструировал противопылевой фильтр для угольных противогазов.
В 1918 г. вступил в РККА, служил старшим артиллерийским инженером Главного артиллерийского управления. Одновременно учился в МВТУ, в 1920 г. окончил химический факультет.
В 1928 г. от Военно-химического треста командирован в Германию и Швецию для изучения производства взрывчатых веществ. В том же году получил звание комбрига.
В 1931 году начались репрессии против «военспецов» — бывших офицеров царской армии (Дело «Весна»). В декабре этого года Горст был арестован и осуждён к 10 годам заключения по ст. 58 УК РСФСР. Отбывал наказание в Особом военно-химическом бюро ОГПУ в Москве, разрабатывал взрывчатые вещества большой мощности. Освобождён досрочно — в декабре 1933 г.
- 1935—1941 работал в Московском химико-технологическом институте им. Д. И. Менделеева. Создал на специальном (№ 138) факультете кафедру № 34 (в настоящее время — кафедра химии и технологии органических соединений азота).
- 1938 — утверждён в звании профессора.
- 1939 — учёная степень доктор химических наук (без защиты диссертации)[1].

Работал над созданием тротила в МХТИ им. Менделеева.
С 1939 г. зав. кафедрой «Боеприпасы» в МВТУ. В 1940 г. издал монографию «Химия и технология нитросоединений», переведенную и опубликованную в США, Германии и Китае.
С октября 1941 г. в эвакуации в Ижевске. В 1943—1945 зав. кафедрой находившегося в Молотове (Пермь) Ленинградского военно-технического училища.
В 1945—1956 заведовал кафедрой Тульского механического института, в 1956—1969 — Московского института химического машиностроения.
Заслуженный деятель науки и техники РСФСР (1961).
Похоронен на Введенском кладбище (25 уч.).

## Сочинения
- Сборник правил и инструкций для разрядки огнеприпасов. — М., 1924.
- Химия и технология нитросоединений. — М., 1940.
- Пороха и взрывчатые вещества. — 3-е изд. — М., 1972.